# Ponte Bol'šoj Krasnocholmskij
Il ponte Bol'šoj Krasnocholmskij (in russo Большо́й Краснохо́лмский мост?, letteralmente "Grande ponte Krasnocholmskij") è un ponte ad arco in acciaio che attraversa il fiume Moscova nel Distretto centrale di Mosca, collegando i quartieri di Taganskij e Zamoskvoreč'e. Insieme al Ponte Krymskij è uno dei due ponti sulla Moscova che fanno parte della strada circolare conosciuta come Anello dei giardini.

## Storia

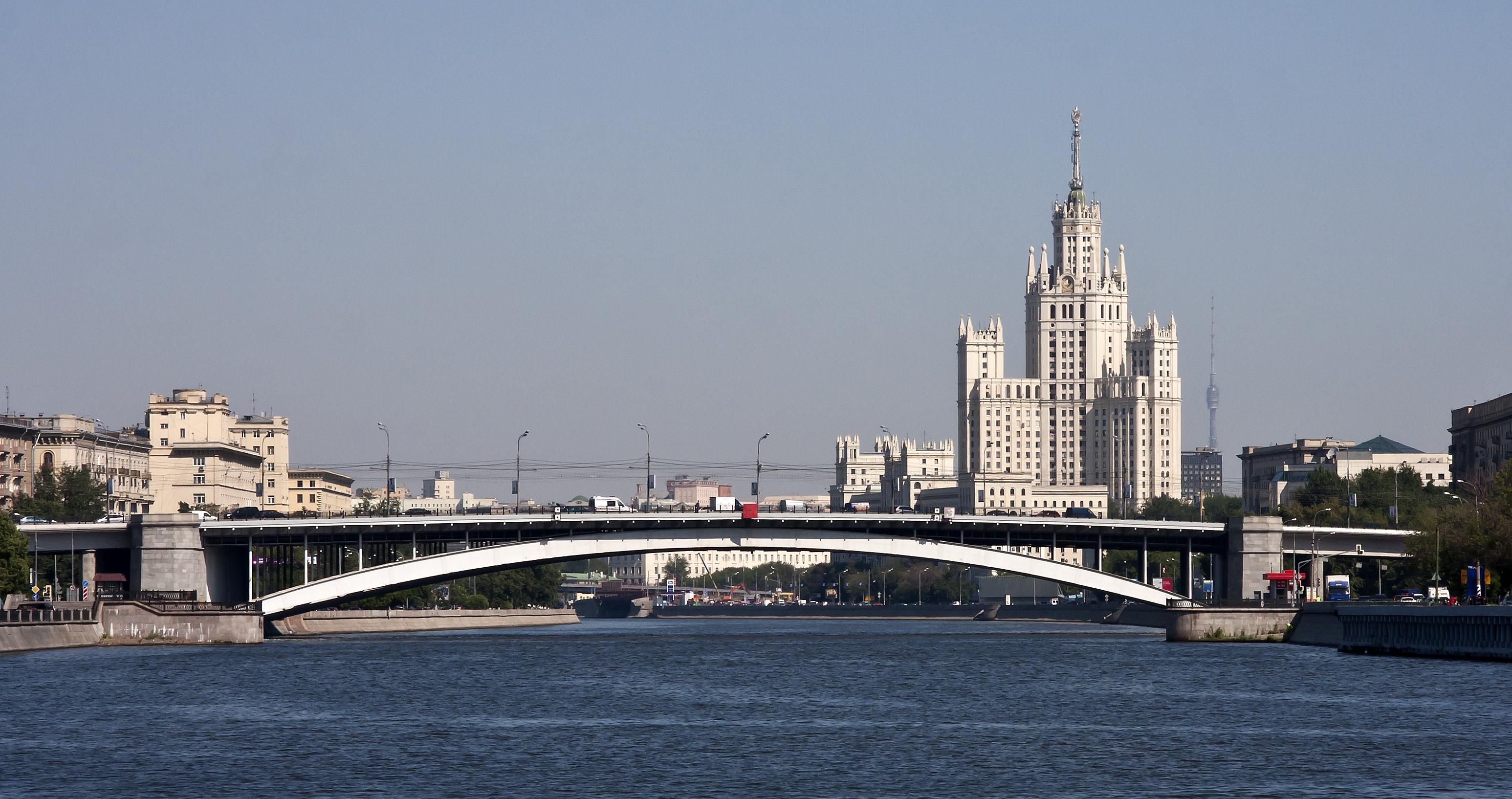
Il ponte con alle spalle l'edificio residenziale in Kotel'ničeskaja naberežnaja

Sin dal XVIII secolo esistevano in quest'area ponti temporanei in legno che attraversavano il fiume Moscova. In particolare una mappa del 1853 mostra che un ponte in legno si trovava leggermente più a sud dell'attuale struttura e attraversava il fiume perpendicolarmente ad esso, quindi con un diverso angolo rispetto al ponte moderno.
Il primo ponte permanente in questo sito fu costruito nel 1872 dall'ingegnere militare di origine tedesca Amand Struve e da suo fratello Gustav. Tale ponte era costituito da due capriate a traliccio lunghe 65,5 metri ciascuna che poggiavano su un pilastro situato a metà del fiume. L'impalcato stradale era largo 15 metri, oltre ad avere due passerelle pedonali da 2,14 metri ciascuna sui lati esterni, e come i precedenti ponti in legno attraversava la Moscova in senso perpendicolare alla corrente. Ciò faceva sì che la lunghezza del ponte fosse minore, ma causava un angolo nel percorso dell'Anello dei giardini.
Nel 1938 fu realizzato un nuovo ponte, costruito in modo da eliminare quel potenziale punto di criticità all'interno della strada circolare. Per questo motivo il ponte non attraversa il fiume in direzione perpendicolare alla corrente ma con un angolo di 55 gradi. Il ponte fu progettato dall'ingegnere strutturale V. M. Vakhurkin e dagli architetti D. M. Sobolev e Georgy Golts, i quali nello stesso anno progettarono anche il poco distante ponte Bol'šoj Ust'inskij.
Tra il 2005 e il 2007 il ponte è stato ristrutturato con il rifacimento del fondo stradale.

## Descrizione
Il ponte è costituito da un'unica campata ad arco in acciaio formata da 7 archi affiancati, la cui realizzazione ha richiesto 6000 tonnellate di materiale. L'arco ha una luce di 168 metri, mentre l'intera struttura considerando anche le rampe di accesso misura 725 metri.
L'impalcato stradale è largo 40 metri e ospita 8 corsie riservate al traffico veicolare, 4 per senso di marcia.
In corrispondenza delle rive la struttura ad arco poggia su quattro grandi piloni in calcestruzzo da 35,6 x 15 metri ciascuno, le cui fondazioni raggiungono i 13 metri di profondità.
In corrispondenza del ponte, dopo aver superato l'isola, si trova il ponte Malyj Krasnocholmskij sul canale Vodootvodnyj.